# Aaron Cruden
Aaron Wiremu Cruden (Palmerston North, 8 de enero de 1989) es un jugador neozelandés de rugby que se desempeña como apertura.

## Carrera
Disputó y obtuvo el campeonato del Mundial Juvenil del 2009 con los Baby Blacks. En ese evento fue elegido el mejor jugador del torneo.
A nivel de mayores Cruden debutó en los Hurricanes en 2010, luego de dos temporadas fue contratado por los Chiefs donde jugó hasta julio de 2017. Actualmente juega en el Montpellier del Top 14 francés.
A la edad de 19 años le diagnosticaron cáncer testicular. Luego de una orquiectomía de uno de sus testículos venció el cáncer.

### Participaciones en Copas del Mundo
Formó parte del seleccionado maorí que se consagró campeón del Mundo en Nueva Zelanda 2011.
| Mundial                       | Sede          | Resultado | PJ | Tries |
| ----------------------------- | ------------- | --------- | -- | ----- |
| Copa Mundial de Rugby de 2011 | Nueva Zelanda | Campeón   | 3  | 0     |

## Palmarés
- Campeón del Rugby Championship de 2012, 2013 y 2014.
- Campeón del Super Rugby de 2012 y 2013.